# 오동나무속
오동나무속(Paulownia)은 오동나무과의 속씨식물 속의 하나이다. 분류 체계에 따라 6종 내지 17종으로 구성되어 있다. 현삼과와 관련이 있으며, 현삼과에 포함시키기도 한다. 이 식물 속의 원산지는 대부분 중국에서 남쪽으로 라오스와 베트남 북부 지역이며, 그 외 지역으로 동아시아, 특히 일본과 한국에서 아주 오래전부터 재배하고 있다. 키 12-15m의 낙엽성 나무로 15–40 cm 크기의 큰 하트 모양의 잎이 줄기에 마주보기로 한 쌍으로 달린다. 초봄에 10-30cm의 원추꽃차례 꽃이 핀다.

## 종
- 오동나무속 (Paulownia)
  - Paulownia australis
  - Paulownia catalpifolia
  - 오동나무 (Paulownia coreana)
  - Paulownia duclouxii
  - Paulownia elongata
  - Paulownia fargesii
  - Paulownia fortunei
  - Paulownia glabrata
  - Paulownia grandifolia
  - Paulownia imperialis
  - Paulownia kawakamii
  - Paulownia lilacina
  - Paulownia longifolia
  - Paulownia meridionalis
  - Paulownia mikado
  - Paulownia recurva
  - Paulownia rehderiana
  - Paulownia shensiensis
  - Paulownia silvestrii
  - Paulownia taiwaniana
  - Paulownia thyrsoidea
  - 참오동나무 (Paulownia tomentosa)
  - Paulownia viscosa